# Taiwanascus tetrasporus
Taiwanascus tetrasporus är en svampart som beskrevs av Sivan. & H.S. Chang 1997. Taiwanascus tetrasporus ingår i släktet Taiwanascus och familjen Niessliaceae.   Inga underarter finns listade i Catalogue of Life.